# Стрелка (Вельский район)
Стрелка — нежилая деревня в Вельском районе Архангельской области. Входит в состав Пуйского сельского поселения.

## География
Деревня расположена на правом берегу реки Пуя (приток Ваги) в 87,5 километрах на север от районного центра — города Вельска. Ближайшие населённые пункты: на западе деревни Рогово и Кочигино , на севере, на противоположенной стороне реки,  деревня Макаровская.
Часовой пояс
Деревня Стрелка как и вся Архангельская область, находится в часовой зоне МСК (московское время). Смещение применяемого времени относительно UTC составляет +3:00.

## Население
| 2002 | 2010 | 2012 | 2014 |
| ---- | ---- | ---- | ---- |
| 0    | →0   | →0   | →0   |